# Hyperolius baumanni
Hyperolius baumanni es una especie de anfibios de la familia Hyperoliidae.
Habita en Ghana y Togo.
Su hábitat natural incluye bosques tropicales o subtropicales secos y a baja altitud, pantanos, marismas intermitentes de agua dulce, jardines rurales y zonas previamente boscosas ahora degradadas.